# 237 (число)
Вижте пояснителната страница за други значения на 237.
237 (двеста тридесет и седем) е естествено, цяло число, следващо 236 и предхождащо 238.
Двеста тридесет и седем с арабски цифри се записва „237“, а с римски – „CCXXXVII“. Числото 237 е съставено от три цифри от позиционните бройни системи – 2 (две), 3 (три), 7 (седем).

## Общи сведения
- 237 е нечетно число.
- 237-ият ден от невисокосна година е 25 август.
- 237 е година от Новата ера.